# Ribeauville
Ribeauville település Franciaországban, Aisne megyében. Lakosainak száma 77 fő (2022. január 1.). Ribeauville Saint-Martin-Rivière, La Vallée-Mulâtre, Wassigny és Mazinghien községekkel határos.

## Népesség
A település népessége az elmúlt években az alábbi módon változott:
| Lakosok száma | 126  | 100  | 86   | 82   | 73   | 69   | 63   | 60   | 59   | 77   |
|               | 1968 | 1982 | 1990 | 2006 | 2013 | 2015 | 2017 | 2019 | 2020 | 2022 |